# La sfinge sorride prima di morire - Stop Londra
La sfinge sorride prima di morire - Stop Londra è un film del 1964 diretto da Duccio Tessari.

## Trama
Thomas e Hélène si incontrano al Cairo mentre un agente dei Lloyd's di Londra indaga su una rapina compiuta in una banca egiziana. Il bottino è rimasto sepolto nella sabbia e ritorna alla luce in seguito a degli scavi archeologici. L'agente sospetta che la banda di rapinatori si nasconda tra gli archeologi che stanno effettuando gli scavi e, infatti, quando la spedizione torna al Cairo, scopre che le casse contengono l'oro rubato alla banca.

## Produzione
Gli esterni del film vennero girati in Egitto, mentre per gli interni fu scelta Cinecittà. L'operatore di ripresa fu il famoso regista Joe D'Amato, qui accreditato con il suo vero nome, Aristide Massaccesi.
A Tony Russel piacquero la sceneggiatura e soprattutto l'idea di andare in Egitto e accettò l'incarico rifiutando quello del protagonista in Per un pugno di dollari. Fu l'unico dei suoi film italiani che non doppiò in inglese, nonostante fosse uno dei principali doppiatori di film italiani. Inoltre, ebbe una relazione extramatrimoniale con Maria Perschy a cui pose fine per restare con la moglie.

## Distribuzione
Il film uscì in Italia il 4 settembre 1964 e le vendite all'estero furono affidate alla Galatea S-p.A. di Roma. Fu distribuito nella Germania Ovest nel 1964 dalla "Gloria" con il titolo Heiße Spur - Kairo-London, in Spagna dalla "Distribuidora Cinematograficas Rosa Films, S.A." con il titolo La esfinge sonrie... antes de morir e uscì in Francia il 5 luglio 1967 con il titolo Du grisbi au Caire. Negli Stati Uniti è uscito in DVD e in VHS nel 2004 ad opera della "Something Weird Video" (SWV) con il titolo Secret of the Sphinx.